# Вильдунг, Дитрих
Ди́трих Ви́льдунг (нем. Dietrich Wildung; род. 17 июня 1941, Кауфбойрен) — немецкий египтолог. Получил известность на посту директора Египетского музея и собрания папирусов в Берлине в связи с обвинениями в фальсификации и требованиями возврата в Египет главного экспоната музея — бюста Нефертити.

## Биография
Дитрих Вильдунг изучал египтологию, классическую археологию и историю Древнего мира в Мюнхенском университете и в Париже. Защитил диссертацию на тему о историческом самосознании в Древнем Египте. В 1968—1974 годах работал в Мюнхенском университете. В 1975 году Вильдунг был назначен директором Мюнхенского государственного собрания египетского искусства и занимал эту должность до 1988 года. В 1989 году Вильдунг занял должность директора Египетского музея и собрания папирусов в Берлине и получил звание почётного профессора Свободного университета Берлина. В июле 2009 году Вильдунг вышел на пенсию, его преемником в Египетском музее Берлина стала Фридерика Зайфрид.

## Сочинения
- Götter und Pharaonen. von Zabern, Mainz 1979, ISBN 3-8053-0422-6 (Katalog).
- Tutanchamun. (mit Max Hirmer), Piper, München/ Zürich 1980, ISBN 3-492-02549-8
- Ägypten vor den Pyramiden. Münchner Ausgrabungen in Ägypten. von Zabern, Mainz 1981, ISBN 3-8053-0523-0.
- Die Kunst des Alten Ägypten. Herder, Freiburg u.a. 1988, ISBN 3-451-21301-X.
- Ägyptische Kunst. Wissenschaftliche Buchgesellschaft, Darmstadt 1989 (Die grossen Kulturen der Welt).
- Kleopatra. Ägypten um die Zeitenwende. von Zabern, Mainz 1989, 3-8053-1014-5
- Gott und Götter im Alten Ägypten von Zabern, Mainz 1992 ISBN 3-8053-1409-4
- Sudan. Antike Königreiche am Nil. Wasmuth, Tübingen 1996, ISBN 3-8030-3084-6
- Pharao. Kunst und Herrschaft im Alten Ägypten. Klinkhardt und Biermann, München 1997, ISBN 3-7814-0413-7
- Herausgeber: Ägypten 2000 v. Chr.. Die Geburt des Individuums. Hirmer, München 2000, ISBN 3-7774-8540-3
- Ägyptisches Museum und Papyrussammlung Berlin. Prestel, München u.a. 2005, ISBN 3-7913-3510-3.
- Ägypten. Von der prähistorischen Zeit bis zu den Römern. Taschen, Köln 2004, ISBN 3-8228-3610-9.
- mit Karla Kroeper: Naga — Royal City of Ancient Sudan. Staatliche Museen zu Berlin — Stiftung Preußischer Kulturbesitz, Berlin 2006, ISBN 3-88609-558-4.
- Die Büste der Nofretete. Ägyptisches Museum und Papyrussammlung, Berlin. Vernissage-Verlag, Heidelberg 2009.
- Die vielen Gesichter der Nofretete. Hatje Cantz Verlag, Ostfildern 2012, Deutsch/Arabisch: ISBN 978-3-7757-3484-4; Englisch/Arabisch: ISBN 978-3-7757-3485-1; Französisch/Arabisch: ISBN 978-3-7757-3551-3.